# ナイロビ羊病
ナイロビ羊病（ナイロビひつじびょう、英:Nairobi sheep disease）とはナイロビ羊病ウイルス感染を原因とする感染症。日本では家畜伝染病予防法において届出伝染病に指定されており、対象動物は羊、山羊。人獣共通感染症。ナイロビ羊病ウイルスはブニヤウイルス科に属するRNAウイルス。ナイロビ羊病ウイルスはマダニによって媒介され、羊における症状は発熱、出血性腸炎、流産。羊用のワクチンが存在する。